# Can Vilardebó
Can Vilardebó és una masia de Lliçà de Vall (Vallès Oriental) inclosa a l'Inventari del Patrimoni Arquitectònic de Catalunya.

## Descripció
Edifici completament restaurat, cobert a dues aigües i amb torres quadrangulars laterals. Té doble façana amb portes d'onze dovelles cadascuna. Cal destacar una finestra coronella i una lobulada. A la finca es conserven les restes de la torre de defensa de l'antic castell de Lliçà, nom pel qual es coneixia abans tota la finca de Can Vilardebó.

## Història
Masia associada al castell de Lliçà, tanmateix la construcció de l'edifici no es pot datar amb exactitud perquè ha estat reconstruïda i restaurada. Tot i això, les característiques la situen durant el segle xvi.